# Mantingan (Bulu)
Mantingan is een bestuurslaag in het regentschap Rembang van de provincie Midden-Java, Indonesië. Mantingan telt 1515 inwoners (volkstelling 2010).